# Melissa Ponziová
Melissa Ponziová, nepřechýleně Melissa Ponzio (* 3. srpna 1972 New York) je americká herečka známá především díky její roli Melissy McCallové z teenagerského seriálu Vlčí mládě a Karen v seriálu Živí mrtví.

## Život
Narodila se v roce 1972 v New Yorku. Většinu dětství prožila na Floridě s rodinou a se svým mladším bratrem. Vystudovala žurnalistiku a herectví na Georgia State University. Podle zpovědí energická a ráda bavila lidi. V 90. letech začala s menšími rolemi v seriálech, jako byly např. Dawsonův svět, Surface či Kriminálka Las Vegas. Hrála ale také ve filmech The Greenskeeper, Road Trip: Beer Pong, Pod jednou střechou a Upside.
Prvnáí velkou roli dostala v seriálu Army Wives (2007 - 2009) a v roce 2011 dostala další velkou roli, a to Melissy McCallové v seriálu Vlčí mládě, kde hrála Scottovu matku.
Často hraje role zdravotníků, soudních znalců, lékařů a podobné profese.

## Filmografie

### Film
| Rok  | Folm                                       | Role                        | Poznámky        |
| ---- | ------------------------------------------ | --------------------------- | --------------- |
| 1999 | Atlanta Blue                               | Mona                        |                 |
| 2000 | The Buse                                   |                             | Kratší film     |
| 2002 | The Greenskeeper                           | Elena Rodriguez             |                 |
| 2002 | White Bitch Down                           | Monica                      | Short film      |
| 2002 | Petunia                                    | Front Desk Clerk            | Short film      |
| 2006 | The $100 Short Short                       | Unesená č.1                 | Short film      |
| 2007 | Love Hurts                                 | Zbitá žena                  | Short film      |
| 2009 | Road Trip: Beer Pong                       | Cestující                   | Direct-to-video |
| 2010 | The Tedious Existence of Terrell B. Howell | Lauren Richardson           | Short film      |
| 2010 | Pod jednou střechou                        | Victoria (neteř striptérky) |                 |
| 2010 | Upside                                     | Dr. Leinman                 |                 |
| 2012 | Undocumented Executive                     | Anita Vasquez               |                 |
| 2019 | Hatched                                    | Kay                         | Short film      |
| TBA  | Max and Me                                 | Melissa                     | Post-production |

### Televize a seriály
| Rok          | Film/seriál                                    | Role                        | Poznámky                                                        |
| ------------ | ---------------------------------------------- | --------------------------- | --------------------------------------------------------------- |
| 1999         | Shake, Rattle and Roll: An American Love Story | New York Executive          | TV film                                                         |
| 2001–2002    | Dawsonův svět                                  | Robin Ellsworth / Studentka | Vedlejší role; 3 epizody                                        |
| 2003–2004    | One Tree Hill                                  | Alice                       | hostující role; 2 epizody                                       |
| 2005         | Warm Springs                                   | Lucy Mercer                 | TV film                                                         |
| 2006         | Surface                                        | Ann Tracy                   | Vedlejší role; 2 epizody                                        |
| 2006         | Thief                                          | Letuška                     | Televizní minisérie                                             |
| 2007–2009    | Army Wives                                     | Angie                       | Recurring role; 12 episodes                                     |
| 2007         | October Road                                   | Dívka                       | Epizoda: "Pilot"                                                |
| 2007         | K-Ville                                        | Yasmine Quaid               | Epizoda: "Critical Mass"                                        |
| 2008         | Little Britain USA                             | Barbara                     | Epizoda: #1.03                                                  |
| 2009         | My Fake Fiance                                 | Mladá prodavačka            | TV film                                                         |
| 2009         | Drop Dead Diva                                 | Selette Garner              | Epizoda: "Do Over"                                              |
| 2009         | Upíří deníky                                   | Daphne                      | Epizoda: "The Turning Point"                                    |
| 2010         | Kriminálka Las Vegas                           | Sasha Katsaros              | Epizoda: "The Panty Sniffer"                                    |
| 2010         | Past Life                                      | Dr. Steenová                | Epizoda: "Gone Daddy Gone"                                      |
| 2010         | The Gates                                      | Gloria Bennett              | Epizoda: "Jurisdiction"                                         |
| 2010         | Marry Me                                       | Erica                       | Televizní minisérie                                             |
| 2011         | Natalee Holloway                               | Debra Stanville             | TV film                                                         |
| 2011         | Franklin & Bash                                | Annie Ross                  | Epizoda: "Pilot"                                                |
| 2011         | Necessary Roughness                            | Lisa Genovese               | Epizoda: "Anchor Management"                                    |
| 2011         | Námořní vyšetřovací služba                     | Drew Turner                 | Epizoda: "Enemy on the Hill"                                    |
| 2011         | Kriminálka Miami                               | Kathy Jennings              | Epizoda: "Crowned"                                              |
| 2011–2017    | Vlčí mládě                                     | Melissa McCall              | Vedlejší role (1. - 5. řada), Hlavní role (6. série); 71 epizod |
| 2012         | Doteky osudu                                   | Gwen Davis                  | Epizoda: "Gyre, Part 2"                                         |
| 2013         | Mary and Martha                                | Alice                       | TV film                                                         |
| 2013         | Živí mrtví                                     | Karen                       | Vedlejší role (3. - 4. série); 7 epizod                         |
| 2013         | Stoupenci zla                                  | Detektivka Joan Garcia      | Epizoda: Pilot                                                  |
| 2013         | Banshee                                        | Jocelyn Frears              | Vedlejší role; 2 epizody                                        |
| 2013         | Second Generation Wayans                       | Lorin Sandler               | Vedlejší role; 2 epizody                                        |
| od roku 2014 | Chicago Fire                                   | Donna Robbins-Boden         | Vedlejší role (2. řada-dodnes); zatím 29 epizod                 |
| 2018         | Cheerleader Nightmare                          | Paula                       | TV film                                                         |
| 2019         | Killer Reputation                              | Ramona                      | TV film                                                         |